# Bantanges
Bantanges és un municipi francès, situat al departament de Saona i Loira i a la regió de Borgonya - Franc Comtat. L'any 2007 tenia 561 habitants. És regat pel Seille i el Sâne Morte.

## Demografia
El 2007 tenia 561 personesi 244 famílies, 305 habitatges (243 habitatges principals, 41 segones residències i 21 desocupats.

## Economia
El 2007 la població en edat de treballar era de 330 persones de les quals 241 eren actives. Hi havia 23 establiments: cinc empreses de fabricació de productes industrials, dues de construcció, set de comerç i reparació d'automòbils, dues de transport, una empresa d'hostatgeria i restauració, duesfinanceres, una immobiliària…
L'any 2000 a Bantanges hi havia 20 explotacions agrícoles que conreaven un total de 804 hectàrees. Hi ha una escola maternal integrada dins d'un grup escolar.